# Balanophyllia crassiseptum
Balanophyllia crassiseptum är en korallart som beskrevs av Stephen D. Cairns och Zibrowius 1997. Balanophyllia crassiseptum ingår i släktet Balanophyllia och familjen Dendrophylliidae. Inga underarter finns listade i Catalogue of Life.